# Zeno (gruppo musicale)
Gli Zeno sono stati un gruppo musicale heavy metal tedesco formatosi negli anni ottanta.

## Storia del gruppo
Vengono fondati da Zeno Roth, fratello del chitarrista Uli Jon Roth, insieme a Ule Ritgen nel 1984.
Nel giugno 1986 l'album Zeno ha raggiunto la posizione 107 nella Billboard 200, restando in classifica per dieci settimane.
Nel 1988 si unì a loro anche Tommy Heart. L'anno successivo Heart e Ritgen abbandoneranno la band per formare i Fair Warning.

## Formazione
- Michael Flexig – voce
- Zeno Roth – chitarra, cori
- Ule Winsomie Ritgen – basso, cori

## Discografia
- 1986 – Zeno
- 1994 – Zenology
- 1998 – Listen To The Light
- 2005 – Zenology II
- 2006 – Runway To The Gods